# Пјетро Кари
Пјетро Кјари (итал. Pietro Chiari; Бреша, 25. децембар 1712) био је италијански католички свештеник, драматург, писац и либретиста.

## Биографија
Свештеник и научник Ђузепе Манцони је 1762. године објавио и памфлет под насловом Критичка размишљања о неким тврдњама које се налазе у књизи под насловом Геније и обичаји текућег века предложили славном г. Опата Кјарија, са којим је критиковао игуманов суд о томе који су текстови најпогоднији за образовање младих. Кјари је рођен и умро у Бреши. Био је језуит до напуштања реда 1747. Од 1747. до 1762. био је дворски песник војводе Фрања III од Модене, у Венецији. Током овог периода написао је скоро 60 комедија, које су га од 1761. или раније често доводиле у сукоб са својим ривалом Голдонијем. Са дубоком мржњом према Молијеровом стилу, Кјари је учинио comеdie larmoyante модерном у Италији под именом commedia fiebile. Такође је уређивао Венецијански гласник од 1761. до 1762. године, када се вратио у своје родно место да проведе своје последње године.
Међу његовим главним делима издвајају се Писма „квалитетној дами“, дело настало, на јединствен начин, кроз дуги низ писама, са оштроумношћу и сатиром, усмерених на препричавање заслуга и мана, мана и врлина човека. античке и модерне, имплицитна критика „Критичких писама” Ђузепеа Антонија Костантинија, такође објављених у Венецији у осамнаестом веку.

## Изабрана дела

### Комедије
- Венецијански филозоф (1753)
- Венецијански лекар у Монголу
- Комични песник
- Благо
- Тријумф невиности
- Астрологија (1762)
- Љубав према слободи
- Преварена варалица (1764)
- Љубавна обмана
- Човек као и остали
- Жена од речи
- Добра кума
- Човек доброг срца
- Фанатици
- Луди филозофи
- Екстравагантна породица
- Захвалност
- Издана мајка
- Московљани у Сибиру
- Критична ноћ
- Прометна снаја
- Удата Памела
- Одлазак
- Верна пастирица
- Невина рибарица
- Пропаст Троје
- Кинески роб (1753)
- Школа удовица (1749)
- Слуга без покровитеља
- Верна невеста (1773)
- Пруска удовица
- Љубавна освета
- Венецијанка у Алжиру
- Бертолдово венчање
- Кинеске сестре
- Молијер, љубоморни муж
- Борбена робиња Памела

### Трагедије
- Катилина заснована на Катилинином животу
- Јулије Цезар заснован на животу Цезара
- Кули-кан краљ Персије заснован на животу Тамерлана
- Смрт Коули-кана

- Марко Тулио Цицерон заснован на животу Цицерона

### Романи
- Италијански филозоф (1753)
- Мемоари госпође Толот или лото играча (1757)
- Лепи ходочасник (1759)
- Французи у Италији (1759)
- Венецијанац у духу (1762)
- Америчка Раминга, односно Мемоари Доне Џенез од Квебраде. Написала је сама, а сада објавила М. Г. С. Њен пријатељ од поверења (1763; дело приписао Кјари[3])
- Мемоари барона Тренка команданта де Пандурија (1784)
- Привилегије незнања - Писма Американца европском књижевнику (1784)